# Periploma leanum
Periploma leanum är en musselart som först beskrevs av Conrad 1831.  Periploma leanum ingår i släktet Periploma och familjen Periplomatidae. Inga underarter finns listade i Catalogue of Life.